# Мігеланьєс
Мігеланьєс (ісп. Migueláñez) — муніципалітет в Іспанії, у складі автономної спільноти Кастилія-і-Леон, у провінції Сеговія. Населення — 162 особи (2010).
Муніципалітет розташований на відстані близько 95 км на північний захід від Мадрида, 27 км на північний захід від Сеговії.

## Демографія
Динаміка населення (INE ):